# Stadion Allé (Aarhus)
 For alternative betydninger, se Stadion Allé. (Se også artikler, som begynder med Stadion Allé)
Stadion Allé i Aarhus ligger mellem Ingerslev Boulevard og idrætskomplekset Ceres Park & Arena, der tidligere blev kaldt Aarhus Stadion. Oprindelig udgjorde den én samlet gade, men i 2015 blev gadens nordlige del, nær Joh. Baunes Plads, lukket af ved udkørslen til Søndre Ringgade, fordi Aarhus Kommune ønskede at gøre Ringgaden mere fremkommelig og sammenhængende.  Den sammenhængende sydlige del går fra Marselis Boulevard, forbi Tivoli Friheden til Ceres Park.

## Historie
Stadion Allé blev anlagt i perioden 1919-23 og navngivet i 1920. Navnet angiver Alléens funktion, nemlig at føre til Aarhus Stadion. Den er del af den vej- og karréplan, som Aarhus Byråd vedtog i 1919 for Marselisborg-terrænet og anlagt som en retlinet allé - en akse mellem to monumentale, nyklassicistiske bygninger, nemlig Sankt Lukas Kirke og stadions hovedbygning.